# Hermes van Belvedere
De Hermes van Belvedere, vroeger abusievelijk aangezien voor een beeld van Antinoüs, is een groot marmeren beeld uit de oudheid. Het beeld wordt in de Vaticaanse Musea in Rome tentoongesteld. In zijn Reis-impressies uit 1894 roemt Louis Couperus de wondere schoonheid van het beeld dat in zijn ogen het mooiste stuk in het Belvedere is.
Het beeld dat ooit als de Antinous Admirandus bekendstond wordt tegenwoordig beschouwd als een kopie uit de tijd van keizer Hadrianus. Misschien is het een kopie van een bronzen beeld van de hand van Praxiteles of een kunstenaar uit zijn school.